# Wasyliwka (hromada Oczeretyne)
Wasyliwka (ukr. Василівка) – wieś na Ukrainie, w obwodzie donieckim, w rejonie pokrowskim. W 2001 liczyła 371 mieszkańców.